# Pseudosmodingium andrieuxii
Pseudosmodingium andrieuxii är en sumakväxtart som först beskrevs av Henri Ernest Baillon, och fick sitt nu gällande namn av Adolf Engler. Pseudosmodingium andrieuxii ingår i släktet Pseudosmodingium och familjen sumakväxter. Inga underarter finns listade i Catalogue of Life.